# Marek Nissen
Marek Nissen (* 28. Januar 2001) ist ein deutscher Handballspieler.

## Karriere
Marek Nissen spielte in der Jugend der SG Flensburg-Handewitt, wo er mit der A-Jugend 2019 die deutsche Meisterschaft gewann. 2020 wechselte er zum Zweitligisten TuS N-Lübbecke. Mit Lübbecke stieg er 2021 in die 1. Bundesliga auf und nach einer Saison wieder ab. Im Sommer 2024 unterschrieb er einen Vertrag bis 2026 beim Erstligisten HC Erlangen.